# グループセブ
グループセブ（フランス語: Groupe SEB、Société d'Emboutissage de Bourgogne）は、フランス・リヨン近郊のエキュリに本社を置く、世界有数の調理器具・家電メーカーグループ。

## 概要
「Tefal」「LAGOSTINA」「MOULINEX」「KRUPS」「ROWENTA」「ALL-CLAD」等のグローバルブランドを有している。

## 沿革
1857年にアントワン・レスキューがフランス・ブルゴーニュ地方 セロンジェにセブ社の前身を設立、プレス加工会社へと発展し1944年にセブ社が誕生した。1953年に安全弁付きのプレス成型圧力鍋を世界で初めて発売するなど、調理器具メーカーとして成長。ティファールをはじめとするミッションを共有する調理器具・家電メーカーを傘下におさめ、1972年にイギリスおよびアメリカ合衆国に進出、1973年にグループセブの組織形態となり、1975年に株式公開企業となり、また日本に進出した。
1990年代以降、カナダ・ブラジルや中国など、グローバル展開を加速させ、2005年にイタリアのラゴスティーナを買収、現在はグループセブとして世界各地で国・地域ごとに異なるブランド展開を行っている。

## ティファール

ティファールのロゴ

ティファール（フランス語: Téfal）は、1956年にフランスで設立された、世界で初めて「こびりつかないフライパン」を発売した企業。1968年にグループセブに買収された。
1954年、フランス人技師のマーク・グレゴリー（フランス語: Marc Grégoire）が、趣味の釣り道具の加工中に、アルミニウムにふっ素樹脂を加工するアイデアを思いつく。このアイディアをもとにフッ素樹脂加工を施した「こびりつきにくいアルミニウム製フライパン」が生まれた。1956年、フランス・パリ郊外のサーセルという町にティファール社を設立。社名は、テフロン（英語: Teflon）とアルミニウム（フランス語: aluminium）を組み合わせた造語である。
1989年に世界初のコードレス電気ケトルを発売した。
現在は、グループセブのブランドの一つとして世界各地で親しまれている。国や地域によって「Tefal」「T-fal」と異なるブランドロゴで展開されている。

## グループセブジャパン
日本法人は株式会社グループセブジャパン。

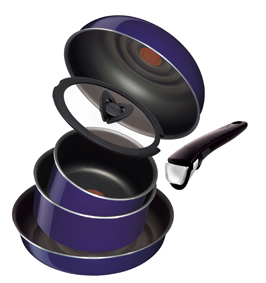
取っ手のとれるティファール

1975年にセブインターナショナルと明和産業の合弁によりセブジャパンとして設立。圧力鍋やフライパンなどの調理器具の販売を開始。
1997年に現在の社名へ変更。
1998年にブランド名を「セブ」から「ティファール（T-fal）」に変更。同年に「取っ手のとれるティファール」（着脱式ハンドル付き調理器具）を発売。爆発的なヒットとなった。
2001年には保温機能を省いた電気ケトルを発売してヒットさせた。
日本では現在「ティファール（T-fal）」「ラゴスティーナ（Lagostina）」「ヴェーエムエフ（WMF）」ブランドを展開し、スチームクッカーやミキサーなどの調理家電、スチームアイロンや掃除機など、家庭用品を幅広く展開している。

## テレビ番組
- 日経スペシャル カンブリア宮殿 "日本向け"で驚きの進化 ティファール大躍進の秘密！（2021年8月26日、テレビ東京）[7]